# Ourapteryx subvirgatula
Ourapteryx subvirgatula là một loài bướm đêm trong họ Geometridae.